# Secrétaire particulier du Souverain pontife
Le secrétaire particulier du Souverain Pontife est le prélat qui assiste le pape dans les services religieux, dans l'administration ordinaire de sa charge et qui a, en particulier, la tâche d'organiser les réunions et visites du pape. Le secrétaire du souverain pontife est nécessairement un membre du clergé, le plus souvent un jeune prêtre appartenant au clergé séculier. La charge est souvent exercée par le secrétaire particulier du cardinal venant d'être élu pape. Depuis 1970, un second secrétaire est officiellement désigné.

## Liste des secrétaires des Souverains pontifes

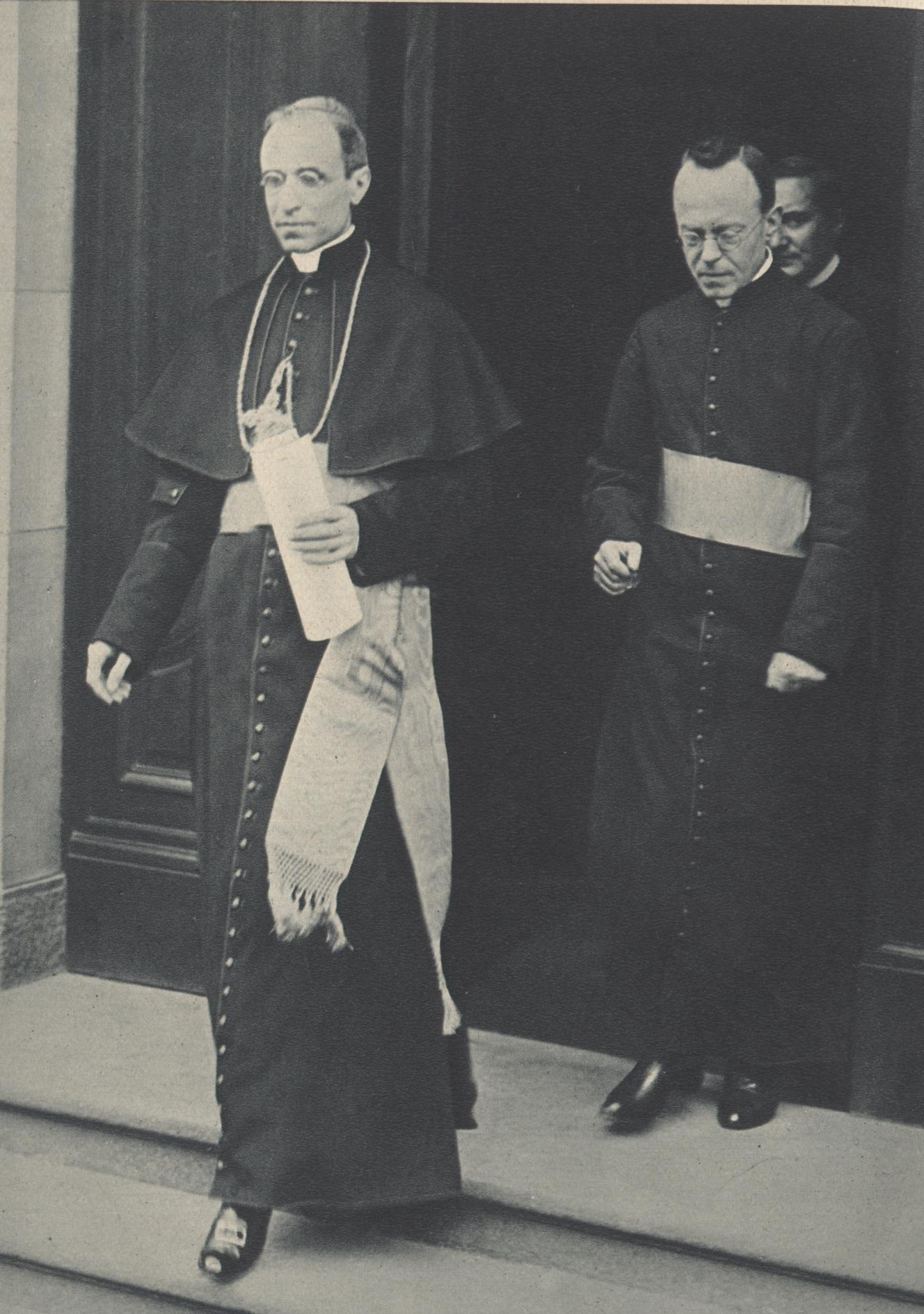
Robert Leiber avec le cardinal Eugenio Pacelli, le futur pape Pie XII

| Secrétaire particulier    | Pape          | Années    | Cardinalat |
| ------------------------- | ------------- | --------- | ---------- |
| Giovanni Bressani         | Pie X         | 1903-1914 |            |
| Giuseppe Migone (de)      | Benoît XV     | 1914-1922 |            |
| Carlo Confalonieri        | Pie XI        | 1922-1939 | 1958-1986  |
| Robert Leiber             | Pie XII       | 1939-1958 |            |
| Loris Francesco Capovilla | Jean XXIII    | 1958-1963 | 2014-2016  |
| Pasquale Macchi           | Paul VI       | 1963-1978 |            |
| Diego Lorenzi (en)        | Jean-Paul Ier | 1978      |            |
| Stanislaw Dziwisz         | Jean-Paul II  | 1978-2005 | 2006-      |
| Georg Gänswein            | Benoît XVI    | 2005-2013 |            |
| Alfred Xuereb             | François      | 2013-2014 |            |
| Fabián Pedacchio Leaniz   | François      | 2014-2019 |            |
| Gonzalo Aemilius          | François      | 2020-2023 |            |
| Daniel Pellizzon (pl)     | François      | 2023-2025 |            |
| Edgard Rimaycuna Inga     | Léon XIV      | 2025-     |            |

## Liste des seconds secrétaires particuliers des Souverains pontifes
| # | Secrétaire particulier     | Pape                                 | Années    |
| - | -------------------------- | ------------------------------------ | --------- |
| 1 | John Magee (en)            | Paul VI, Jean-Paul Ier, Jean-Paul II | 1970-1982 |
| 2 | Emery Kabongo Kanundowi    | Jean-Paul II                         | 1982-1987 |
| 3 | Vincent Trần Ngọc Thụ (it) | Jean-Paul II                         | 1988-1996 |
| 4 | Mieczysław Mokrzycki       | Jean-Paul II                         | 1996-2007 |
| 5 | Alfred Xuereb              | Benoît XVI                           | 2007-2013 |
| 6 | Fabián Pedacchio Leaniz    | François                             | 2013-2014 |
| 7 | Yoannis Lahzi Gaid (en)    | François                             | 2014-2020 |
| 8 | Fabio Salerno (en)         | François                             | 2020-2025 |